# Unbroken
Unbroken je třetí studiové album americké zpěvačky a skladatelky Demi Lovato. Album vyšlo 20. září 2011 od Hollywood Records. Demi spolupracovala s různými producenty a autory jako je Toby Gad, Rock Mafia, Timbaland, Dreamlab, a další. Lyrický obsah alba byl těžce ovlivněn citovými problémy zpěvačky, které byly zveřejněny na konci roku 2010, kdy byla poslána na léčení. To přišlo po hádce s tanečnicí na turné s Jonas Brothers, kdy ji Demi napadla. Album je zvukově ovlivněno popovou muzikou a urbanovými zpěvačkami jako je Rihanna a Nelly Furtado.
Album přijalo smíšené až pozitivní recenze od hudebních kritiků. Někteří oceňovali jeho materiálně zachycující růst a zralost v hudbě Demi, zatímco jiní ho zavrhli, protože je nezralé a matoucí. Z lyrického hlediska je většina písní alba založena na základě životních zkušeností Demi o lásce, zármutku, chlapcích a o tom, jak se baví. Po hudební stránce má album kořeny v žánru popu a obsahuje prvky R & B a elektronické taneční hudby v jeho produkci a rytmech. Album debutovalo na čtvrtém místě hitparády Billboard 200 s prodejem mimořádných 96 000 kopií. Debutovalo také v první pětce žebříčků v Kanadě a na Novém Zélandu.
Pilotní singl, "Skyscraper", byl propuštěn 12. července 2011. V prvním týdnu se prodalo 176 000 digitálních kopií. Píseň debutovala na desátém místě v americkém žebříčku Billboard Hot 100 a navíc je dosud jejím nejlepším sólovým singlem. Také se umístila v nejlepší dvacítce v Kanadě a na Novém Zélandu. Píseň byla oceněna zlatem od RIAA v USA, což je její první píseň, která obdržela toto osvědčení. K albu patří také píseň "Rascacielo", což je španělská verze písně Skyscraper. Píseň produkoval Edgar Cortázar.

## Hudební kulisa
Po vydání a zveřejnění jejího druhého alba, Here We Go Again, ve druhé polovině roku 2009, se Demi věnovala své herecké kariéře. Natočila nahrávky k seriálu Sonny ve velkém světě a filmu Camp Rock 2: Velký koncert a jeho soundtracky. Proto byla nahrávka první skladby na tomto albu provedena pouze v červenci 2010 s producentem Dapem Torimirem.
Ve stejném měsíci zpěvák poskytl rozhovor pro MTV, ve kterém řekl, že "vytvořil nový zvuk," a že to bude "zábava. Trochu více R & B / pop." Později, v rozhovoru s AHN, uvedla Rihannu a Nelly Furtado jako vlivy. V té době prozradila, že plánovala neuspěchat práci na tomto albu a uvedla, že "U žádného jiného alba jsem neměla čas na to, aby mi to skutečně vzalo můj čas a abych si ho udělala, jak bych opravdu chtěla, protože jsem našla volný čas mezi televizní show, filmy, a cestováním, a potom znovu. Pracovala jsem na albu v minulém roce a opravdu odvedla tvrdou práci za posledních několik měsíců, ale můžete určitě říci, že jsem věnovala svůj čas u této desky."
Demi vstoupila v srpnu roku 2010 na turné Jonas Brothers World Tour 2010, k vydání filmu Camp Rock 2: Velký koncert. V listopadu opustila turné kvůli osobním problémům a byla přijata na kliniku po dobu tří měsíců, během nichž bylo nahrávání přerušeno. Nějaký čas poté, co opustila kliniku, se vrátila k práci na albu. V dubnu 2011 bylo ohlášeno, že také spolupracovala s producentem/skladatelem Sandy Vee a August Rigo. O měsíc později bylo oznámeno, že opustí seriál Sonny ve velkém světě, ve kterém ztvárnila roli hlavní postav, Sonny Munroové. Seriál opustila, protože se chtěla zaměřit na svou hudební kariéru více než herectví.
V červenci 2011 Demi popisovala album jako "zralejší", než svůj předešlý hlas a zábavnější a klidnější, než její první píseň, "Skyscraper", zatímco ostatní skladby jsou intenzivnější. Dne 11. srpna 2011, Demi použila svůj účet na Twitteru, aby oznámila název svého alba (Unbroken).
V srpnu 2011 objasnila Demi píseň "All Night Long", kterou s ní nazpívala Missy Elliott a Timbaland, že je vlastně opakem písně "Skyscraper" a říká, že je o "zůstání vzhůru celou noc a zpívání chlapci, který se vám líbí, a to je koketující a zábavné, ale příliš dospělé to není, ale je to postačující.

## Produkce
Demi na začátku června 2011 ve své rubrice časopisu Seventeen řekla:
| „ | Miluji být zpátky ve studiu! Bylo to velmi terapeutické, být schopen vyjádřit své pocity a hovořit o tom, kdo skutečně jsem, skrz mou hudbu. Pomáhá to také, když jsem dosud měla dostatek štěstí pracovat s takovými talentovanými lidmi na desce! Díky svému novému albu doufám, že poskytnu inspiraci pro dívky na celém světě, kteří procházejí stejnými problémy, kterým jsem já čelila. Myslím, že se to projeví v mnoha materiálech. Můj první singl je pro mě opravdu zvláštní, pro mě to symbolizuje mou cestu od osoby, která byla šťastný zdravý člověk, kterým jsem já dnes, a skutečnost, že lidé jsou schopni povznést se nade vše, i přes všechnu nepřízeň. Jsem tak nadšená, sdílet vše s vámi! Moje zkušenosti byly dosud úžasné a jsem opravdu potěšena celým procesem. Existuje jistě mnoho emocí, které patří k provedení alba. Cítím se požehnaně, inspirovaně a nervózně s očekáváním, ale hlavně jsem vzrušená ohledně budoucnosti a sdílení této nové desky se svými fanoušky! | “ |

Okolo 20 skladeb bylo nahráno na albu, z nichž jedna je duet s R & B zpěvákem, jehož jméno zatím nebylo oznámeno. Demi spolupracovala také s Rock Mafia, Ryanem Tedderem a Karou DioGuardiovou. Ryan Tedder uvedl o spolupráci s Demi: "Demi mě vokálně vyfoukla z vody! Netušil jsem, jak dobrý je její hlas. Je to jedna z nejlepších zpěvaček, se kterými jsem kdy pracoval. Skutečně je dobrý... Myslím, že je na úrovni zpěvačky Kelly Clarkson. A Kelly má řadu rezonátorů." Vysvětlil také, že píseň, na které se podíleli spolu, je mnohem pozitivnější než Skyscraper. "Myslím, že každý ji chtěl o tom slyšet mluvit a to se v podstatě obrací o 180 stupňů, říká, 'Oh, mimochodem, také jsem ještě jen mladá a chci se bavit.' Dokonce tu je takový malý rap, který toto obsahuje." Demi nezpívá rap, ale některé své nové výsledky spolupráce uvádí na albu. Ryan také už oznámil, že píseň, která se tohoto týká, nese název "Who's That?". Píseň "Mistake" je coververze písně "Born to Be a Lady" z alba Girls' Generation od jihokorejské dívčí skupiny Girls' Generation.

## Příjem kritiky
Album Unbroken trumflo hitparády iTunes už v den, kdy bylo propuštěno a vyšplhalo se první místo. Jocelyn Vena z MTV, která nazvala album jako "dokonale zralé album" a napsala balady na album, kde "zachycuje růst Demi jako umělce - lyricky i osobně." Melissa Maerz z časopisu Entertainment Weekly, který udělil albu známku B+, poznamenala "Je jasné, že to byl těžký rok pro Demi. Ale jak by ji mohla říct Rihanna, někdy těžké roky vytváří skvělé písně." Shaun Kitchener z britských webových stránek Trash Lounge dal albu 4 z 5 hvězdiček se slovy: "Ačkoli to nemusí být bez chyby, jak jsme doufali, to neznamená, že Unbroken není žádný obrovský úspěch. Loni ve stejnou dobu dosáhla Demi svého nejnižšího minima, a nyní, po dvanácti měsících, její kariéra je na historickém maximu - přívětivá zpěvačka rocku od Disneyho se svými prvními dvěma nahrávkami je zcela a naprosto pryč a na její místě je chytrá, dobře produkovaná a mimořádně dobře zpívaná popová hudba. To by mohlo a mělo být album, které posílá průmyslu nejvíce podceňovaná vynikající zpěvačka." Ale Rolling Stones udělili albu 2 hvězdičky a dodali: "Její album musí dospět." Becky Brain z hudebního blogu Idolator napsal o Demi, že má "zabijácký hlas a měla by dobře využít seznamu materiálu." Demi dodala "Je to těžké pro mnoho mladých hvězd popové hudby, přechod z úspěšného pískacího a čistého dítěte Disney k respektovanému dospělému nahrávacímu umělci." Ale zatím opravdu dělá svou velkolepou práci, aniž by musela ukázat některou postavu nebo zpívat o angažování se v klubu. Webová stránka Absolutní Punk rovněž ocenila album, dala mu vysoké skóre 81 %, což shrnula slovy: "Nikdo a nic není rozbito neopravitelně a ukázky alba Unbroken vypadají skvěle." Sputnik Music dala 3 a půl hvězdičky z 5 a dodala, že toto album je dosud její největší úsilí a také, že se Demi "povyšuje nad všemi svými vrstevníky, a dokonce i nad mnoha současnými popovými hvězdami." Monica Herrera napsala negativní recenzi za Rolling Stone, že "Je zralá na svůj hlas. Teď, kdyby jen její hudba dospěla také." Chris Willman napsal pozitivní recenzi za Chicago Tribune, že "Album Unbroken se nakonec vyplácí se zralejším materiálem, je to úleva konečně slyšet její povstání jako mrakodrap z jejího vlastního alba." Stephen Thomas Erlewine napsal smíšenou recenzi z Allmusic, kde kritizoval skutečnost, že polovina alba je plná "párty songů", která "působí jako že vůbec nic není špatného v jejím světě." Poznamenal také, že "Je těžké se bavit s vědomím, že se Demi nemohla vypořádat s kluby, i když není snadné věřit melancholicky protékajícím baladám s vědomím, že je Demi ochotna se volně omezit." Jon Caramanica napsal za The New York Times, že album "Unbroken" představuje příležitost pro vymazání několika čistých štítů Demi, pro něco, k čemu se ona dobře hodí. Rick Florino album ohodnotil čtyřmi a půl hvězdičkami z pěti a prohlásil: "Na tomto albu zní Demi silněji než většina popových hvězd. Toto třetí studiové album je od začátku až do konce zaměřeno na to, jak je kurážné a to je důvod, proč je to takový požitek."

## Singly
"Skyscraper" je první singl z alba, který vyšel 12. července 2011. To dosáhlo pozice čísla 10 v americkém žebříčku Billboard Hot 100. "Who's That Boy", který je uváděn se zpěvačkou Dev, byl oznámen samotnou Demi jako druhá píseň alba.

## Další umístěné písně
Mnoho skladeb z alba se umístilo na žebříčku nejlepších 100 singlů iTunes dříve než vyjdou, což vedlo u písní "Fix a Heart" a "Unbroken" k debutu na 68. a 98. místě v tomto pořadí v žebříčku Billboard Hot 100.

## Seznam skladeb
| Standardní vydání | Standardní vydání                                  | Standardní vydání | Standardní vydání                                  | Standardní vydání |
| Pořadí            | Název                                              | Autor | Producent(i)                                       | Délka             |
| ----------------- | -------------------------------------------------- | --- | -------------------------------------------------- | ----------------- |
| 1.                | All Night Long (feat. Missy Elliott and Timbaland) | Demi Lovato, Timothy Mosley, Jim Beanz, Jerome Harmon, Missy Elliot, Lyrica Anderson, Nire, Garland Mosley, Joseph Angel | Timbaland, Jerome Harmon (spoluproducent)          | 3:14              |
| 2.                | Who's That Boy (feat. Dev)                         | Ryan Tedder, Noel Zancanella, Devin Tailes                                                                               | Ryan Tedder, Noel Zancanella                       | 3:12              |
| 3.                | You're My Only Shorty (feat. Iyaz)                 | Antonina Armato, Tim James                                                                                               | Rock Mafia, Devrim Karaoglu, Thomas Armato Sturges | 3:06              |
| 4.                | Together (feat. Jason Derülo)                      | T. Mosley, Beanz, Anderson, Tiyon Mack, Lovato, G. Mosley                                                                | Jim Beanz, Timbaland                               | 4:33              |
| 5.                | Lightweight                                        | T. Mosley, Beanz, G. Mosley, Shanna Crooks, Frankie Storm                                                                | Jim Beanz, Timbaland                               | 4:01              |
| 6.                | Unbroken                                           | Daniel James, Leah Haywood, Lovato                                                                                       | Dreamlab                                           | 3:18              |
| 7.                | Fix a Heart                                        | Emanuel Kiriakou, Priscilla Hamilton                                                                                     | Emanuel Kiriakou                                   | 3:13              |
| 8.                | Hold Up                                            | James, Haywood, Lovato, Ross Golan                                                                                       | Dreamlab                                           | 2:51              |
| 9.                | Mistake                                            | James, Haywood, Shelly Peiken                                                                                            | Dreamlab                                           | 3:33              |
| 10.               | Give Your Heart a Break                            | Joshua Alexander, Billy Steinberg                                                                                        | Joshua Alexander, Billy Steinberg                  | 3:25              |
| 11.               | Skyscraper                                         | Toby Gad, Kerli Kõiv, Lindy Robbins                                                                                      | Toby Gad                                           | 3:42              |
| 12.               | In Real Life                                       | Bleu, Lindsey Ray | Bleu                                               | 2:57              |
| 13.               | My Love Is Like a Star                             | Gad, James Morrison | Toby Gad                                           | 3:50              |
| 14.               | For the Love of a Daughter                         | William Beckett, Lovato                                                                                                  | Toby Gad                                           | 4:00              |
| 15.               | Skyscraper (Wizz Dumb Remix)                       | Gad, Kõiv, Robbins | Toby Gad                                           | 3:42              |
| Celková délka:    | Celková délka:                                     | Celková délka: | Celková délka:                                     | 52:36             |

| Bonusová skladba pro Latinskou Ameriku | Bonusová skladba pro Latinskou Ameriku        | Bonusová skladba pro Latinskou Ameriku | Bonusová skladba pro Latinskou Ameriku | Bonusová skladba pro Latinskou Ameriku |
| Pořadí                                 | Název                                         | Autor                                  | Producent(i)                           | Délka                                  |
| -------------------------------------- | --------------------------------------------- | -------------------------------------- | -------------------------------------- | -------------------------------------- |
| 16.                                    | Rascacielo (španělská verze písně Skyscraper) | Gad, Kõiv, Robbins                     | Edgar Cortázar                         | 3:43                                   |
| Celková délka:                         | Celková délka:                                | Celková délka:                         | Celková délka:                         | 56:18                                  |

## Zásluhy a personál
Převzato ze serveru allmusic.com.

### Kreativita a vedení
- Hilary Walsh – Fotograf
- David Snow – Tvůrčí vedoucí
- Cindy Warden – A&R (Umělci a Repertoár)
- Enny Joo – Výtvarné vedení, design
- Mike Daddy Evans – Výkonný producent „Koordinátor"
- Brian Byrd – Tvorba koordinace
- Jon Lind – A&R (Umělci a Repertoár)
- Joyce Bonelli – Make-up

### Provedení
- Demi Lovato – zpěv, vokály v pozadí
- Jordin Sparks – vokály v pozadí
- Dev – host vokálního provedení (píseň "Who's That Boy")
- Timbaland – host vokálního provedení (píseň "All Night Long")
- Missy Elliott – host vokálního provedení (píseň "All Night Long")
- Lindsey Ray – vokály v pozadí
- Iyaz – host vokálního provedení (píseň "You're My Only Shorty")
- Jaden Michaels – vokály v pozadí
- Jason Derülo – host vokálního provedení (píseň "Together")
- Ariana Grande – vokály v pozadí (píseň "You're My Only Shorty")

### Technika
- Devrim "DK" Karaoglu – Dodatečná tvorba
- Thomas Armato Sturges – Dodatečná tvorba
- Jeremiah Olvera – Asistent
- Tucker Robinson – Asistent
- Alex Dilliplane – Pomocný technik
- Elizabeth Gallardo – Pomocný technik
- Emanuel Kiriakou – Bassa, skladatel, klávesy, piano, producent, programování
- Wizz Dumb – Bubnování
- Antonina Armato – Skladatel
- William Beckett – Skladatel
- Ross Golan – Skladatel
- Leah Haywood – Skladatel
- Daniel James – Skladatel
- Kerli Kõiv – Skladatel
- James Morrison – Skladatel
- Shelly Peiken – Skladatel
- Missy Elliott – Skladatel
- Lyrica Anderson – Skladatel
- Priscilla Hamilton – Skladatel
- Lindy Robbins – Skladatel
- Frankie Storm – Skladatel
- Shanna Crooks – Skladatel
- Devin Tailes – Skladatel
- Tim James – Skladatel, digitální úpravy, mixování
- Bleu – Skladatel, stavební technik, kytara, klávesy, mixování, producent, programování
- Joshua Alexander – Skladatel, stavební technik, přístrojové vybavení, mixování, producent, programování
- Ryan Tedder – Skladatel, stavební technik, přístrojové vybavení, producent
- Garland Mosley – Skladatel, výkonný producent „Koordinátor"
- Toby Gad – Skladatel, přístrojové vybavení, mixování, producent, programování
- Noel Zancanella – Skladatel, přístrojové vybavení, producent
- Billy Steinberg – Skladatel, producent
- Jim Beanz – Skladatel, producent, vokální producent, vokály
- Lindsey Ray – Skladatel
- Demi Lovato – Skladatel
- Nigel Lundemo – Digitální úpravy
- Jens Koerkemeier – Úpravy, stavební technik
- Bobby Campbell – Stavební technik
- Smith Carlson – Stavební technik
- Chris Garcia – Stavební technik
- Koil – Technik
- Julian Vasquez – Stavební technik
- Steve Hammons – Stavební technik, mixování
- John Hanes – Stavební technik, mixování
- Eren Cannata – Kytara
- CM Spida Guitars
- Robert Vosgien – Odbornictví
- Ducky Carlisle – Mixování
- Serban Ghenea – Mixování
- Chris Godbey – Mixování
- Paul Palmer – Mixování
- Neil Pogue – Mixování
- Phil Seaford – Asistent mixování
- Scott Roewe – Profesionální náčiní, technik
- Dreamlab – Producent
- Jerome "Jroc" Harmon – Producent
- Rock Mafia – Producent
- Timbaland – Producent
- Adam Comstock – Druhý stavební technik
- Steve Lu – Řetězec domluv